# Municipio de Hueyapan (Morelos)
El municipio indígena de Hueyapan es uno de los 36 municipios en el que se divide el estado mexicano de Morelos. Fue creado por decreto publicado el 19 de diciembre de 2017, segregándolo del municipio de Tetela del Volcán; recibió el carácter de municipio indígena.
Este municipio indígena de Morelos se caracteriza por no tener un cabildo, más bien es un concejo municipal que está creado por 10 concejales electos por el pueblo y reconocidos por el congreso del estado de Morelos.

## Toponimia
La palabra mexica o náhuatl «Hueyapan» significa «lugar de barrancas con abundancia de agua».

## Política
El municipio de Hueyapan fue creado a iniciativa del gobernador de Morelos Graco Ramírez, aprobada por el Congreso de Morelos el 9 de noviembre de 2017, que también creó los municipios de Xoxocotla y Coatetelco.
El 19 de diciembre del mismo año el periódico oficial de Morelos publicó oficialmente el Decreto de creación; estableciendo que el municipio iniciaría fue funcionamiento formal el 1 de enero de 2019; en dicha fecha iniciará sus funciones  el nuevo municipio hasta el 31 de diciembre de 2021.
El decreto señala que el municipio de Hueyapan y el municipio de Tetela del Volcán deberán de acordar sus límites territoriales y sujetar dicho acuerdo a la ratificación del poder legislativo.
Siendo el primer concejo indígena de Hueyapan en terminar sus funciones: 2019-2021. C.Pablo Alonso,C.Alberto Lavin Márquez, y las concejalas: C.Maria Guadalupe Ariza Pérez, C.Lilia González Cortés  y el Concejo Mayor, que es la Contraloría interna integrado por : C.Esteban Gerardo Pérez González, C.Santos Mejia Morales y c.Bulmaro Hernández. Dejando los cimientos jurídicos,económicos y legales para las futuras generaciones a través de la democracia directa o como se denomina en las comunidades Indígenas por usos y costumbres sin la intervención de partidos políticos.
Logrando ganar la clave geoestadistica ante Tetela del volcán; tan necesaria para avanzar en los trámites como registro civil, cambio de credencial y acceder a recursos federales y poder aparecer en el  censo de población y vivienda 2020, gracias al apoyo de congreso del Estado de Morelos, encabezado por el diputado Jose Casas.
Es sin duda alguna este concejo que dio Fundación legal y social al nuevo municipio indígena de Hueyapan, logrando avances ante adversidades titánicas como dotar de un cuerpo ideológico a la voz de los ciudadanos, engarzar la ley de usos y costumbres con la Constitución del Estado de Morelos y la Constitución Política de México, así como los diversos organismos y decretos internacionales como el 169 y el dos bis constitucional entre otros, siendo el primer Municipio de la República Mexicana en gobernarse por usos y costumbres, un hecho inaudito que atrajo la mirada de muchas comunidades a nivel nacional e internacional.
Después que la Asamblea del pueblo destituyó a varios integrantes por atentar contra intereses del pueblo y no respetar la voluntad de la mayoría.

## Demografía

### Localidades
En el censo de 2020 el municipio de Hueyapan contaba con 14 localidades.
| Código INEGI    | Localidad               | Población (2020) |
| --------------- | ----------------------- | ---------------- |
| 170360001       | Barrio de San Miguel    | 7 352            |
| 170360005       | Cerro de Chiconquíhuitl | 170              |
| 170360014       | Tlalcomulco             | 82               |
| 170360013       | Olivar                  | 78               |
| 170360010       | Matlacotla              | 45               |
| 170360009       | Las Mesas               | 30               |
| 170360003       | Amialtenco              | 26               |
| 170360006       | El Chilar Tepeyehualco  | 24               |
| 170360007       | El Chupamirto           | 20               |
| 170360008       | El Montecillo           | 9                |
| 170360002       | Ahuazutlán              | 8                |
| 170360019       | Yiganechxco             | 7                |
| 170360017       | Tlaquexchpanco          | 3                |
| 170360015       | Tepetomayo              | 1                |
| Total municipal | Total municipal         | 7 855            |

## Fiestas populares
- 4 de agosto: fiesta al santo patrono de Hueyapan.
- 15 y 16 de septiembre: fiestas patrias.

## Monumentos Históricos
En el municicipio de Hueyapan se encuentra el Convento a Santo Domingo, fundado por los dominicos en el siglo XVI.
Palacio de Gobierno, construido en 1888, siendo ayudante Nicolas Espinoza.
Retablo de Hueyapan, hecho de una sola pieza en el los años de 1800 al 1900 alegorico a temas religiosos,pintado de manera exquisita, fotografiado por la revista por México desconocido en su edición de 2000.